# Бранн (футбольний клуб)
Спорти́вний клу́б «Бра́нн» (норв. Sportsklubben Brann), відоміший як «Бранн» або Бранн Берген — професіональний норвезький футбольний клуб з міста Берген.

## Історія

### Початок

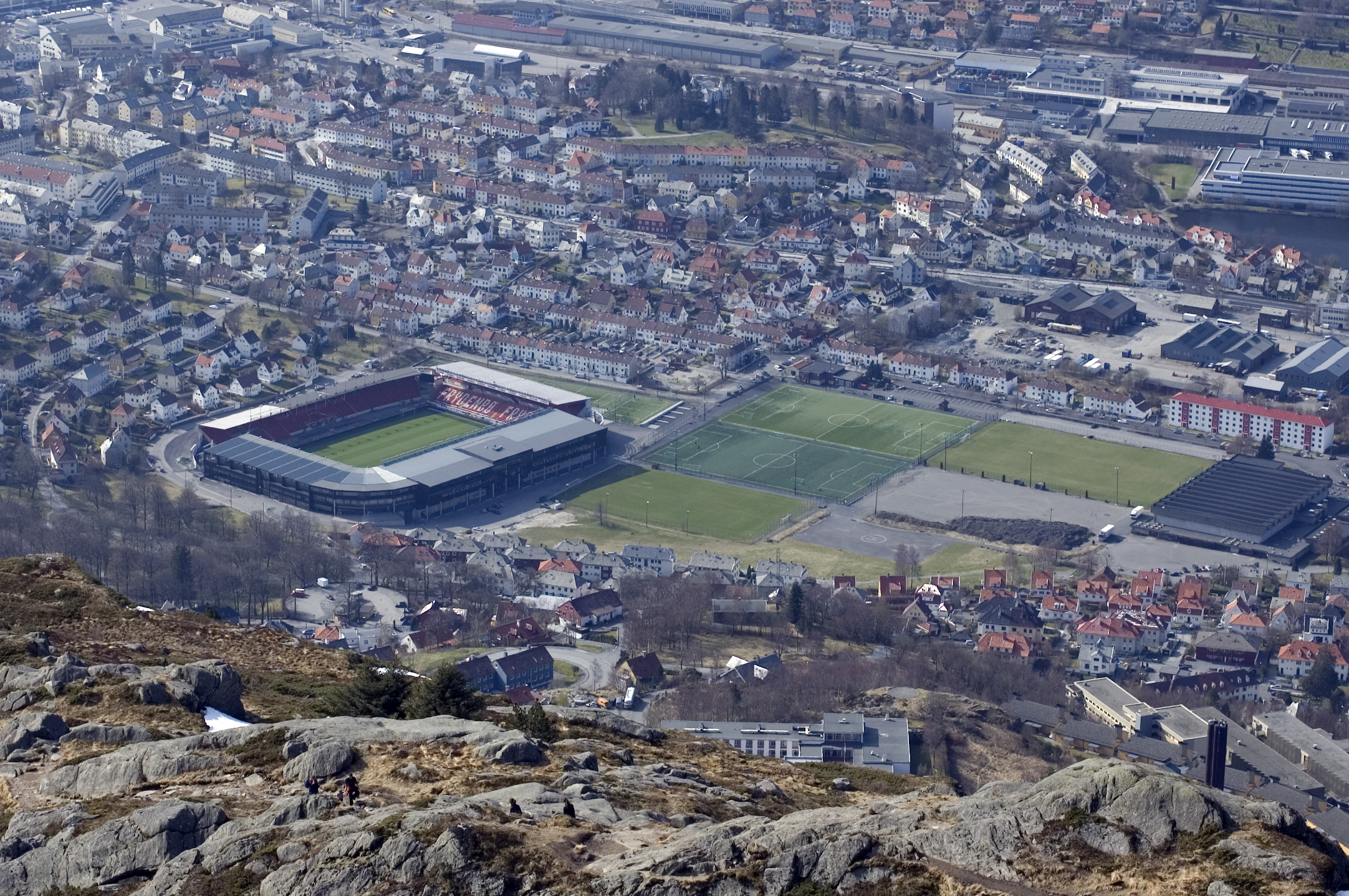
Стадіон «Бранна» з висоти пташиного польоту

26 вересня 1908 кілька чоловіків зібралися у барі і вирішили створити новий футбольний клуб у місті Берген. Новостворений клуб отримав назву Ski- og Fodboldklubben Brann (лижний і футбольний клуб «Бранн»). Пізніше клуб змінив назву на Sportsklubben Brann (Спортивний клуб «Бранн»).
Свою першу гру «Бранн» зіграв на Новий рік у 1909 році. Перші кроки нового клубу були не досить вдалими. 1917 рік можна вважати роком прориву клубу, коли «Бранн» дійшов до фіналу національного Кубка. У тому році клуб придбав ділянку на південь від Бергена і 25 травня за підтримки інвесторів та вболівальників був відкритий стадіон «Бранна». Матч відкриття клуб програв збірній Норвегії з рахунком 2:6.
А вже у 1923 році «Бранн» здобув свій перший трофей, перемігши у фіналі Кубка клуб «Люн». За два роки «Бранн» повторив кубковий тріумф.
Але тепер «Бранну» довелося чекати аж 1947 року, коли клуб зумів пройти кваліфікацію у вищу лігу, яка тепер називалась норв. Norgesligaen (Норвезька ліга).

### 1960-1970-ті. Злети і падіння
У 60-х роках зі складу «Бранна» вийшли два відомих норвезьких футболіста. Це Роальд Єнсен і Рольф Біргер Педерсен. У 1962 році команда виграла свій перший чемпіонський титул. Повторивши успіх і в наступному сезоні. У сезоні 1963 року середня відвідуваність на іграх «Бранна» складала 15 486. Цей рекорд тільки у 2003 році зміг перевершити «Русенборг».
Перед сезоном 1964 року «Бранн» розглядався як один з фаворитів чемпіонату. Але далася взнаки велика кількість травмованих гравців. І за підсумками чемпіонату команда вилетіла у другий дивізіон. Повернутися до еліти «Бранн» зумів лише за три роки.
У 70-х рока команда двічі вигравала національний кубок. І знову відвідуваність на матчах «Бранна» була небаченою на ту пору для Норвегії.

### 1980-ті
У 80-х роках «Бранн» встановив світовий рекорд за кількістю переходів між лігами.
Але при цьому у 1982 році команда зуміла виграти Кубок Норвегії, перегравши у фіналі «Молде».

### 1990-ті
90-ті роки були неоднозначиним для «Бранна». В Бергені з'явилася футбольна команда «Фюллінген», яка поставила під сумнів першість популярності «Бранна» в місті. Але в той же час саме у 90-х «Бранн» досяг найбільших успіхів у своїй історії це насамперед вихід у чвертьфінал Кубка володарів Кубків УЄФА у сезоні 1996–1997. «Бранн» програв «Ліверпулю» 1:4 за сумою двох матчів, причому домашній поєдинок норвежці звели до нічиєї 1:1.
У 1997 році команда виграла срібні медалі чемпіонату. Але вже в наступному сезоні «Бранн» знову опинився в нижній частині таблиці. І тільки масове придбання нових футболістів врятувало команду від вильоту. Це, а також зведення нової трибуни на стадіоні призвело до серйозних фінансових проблем.

### 2000-ні

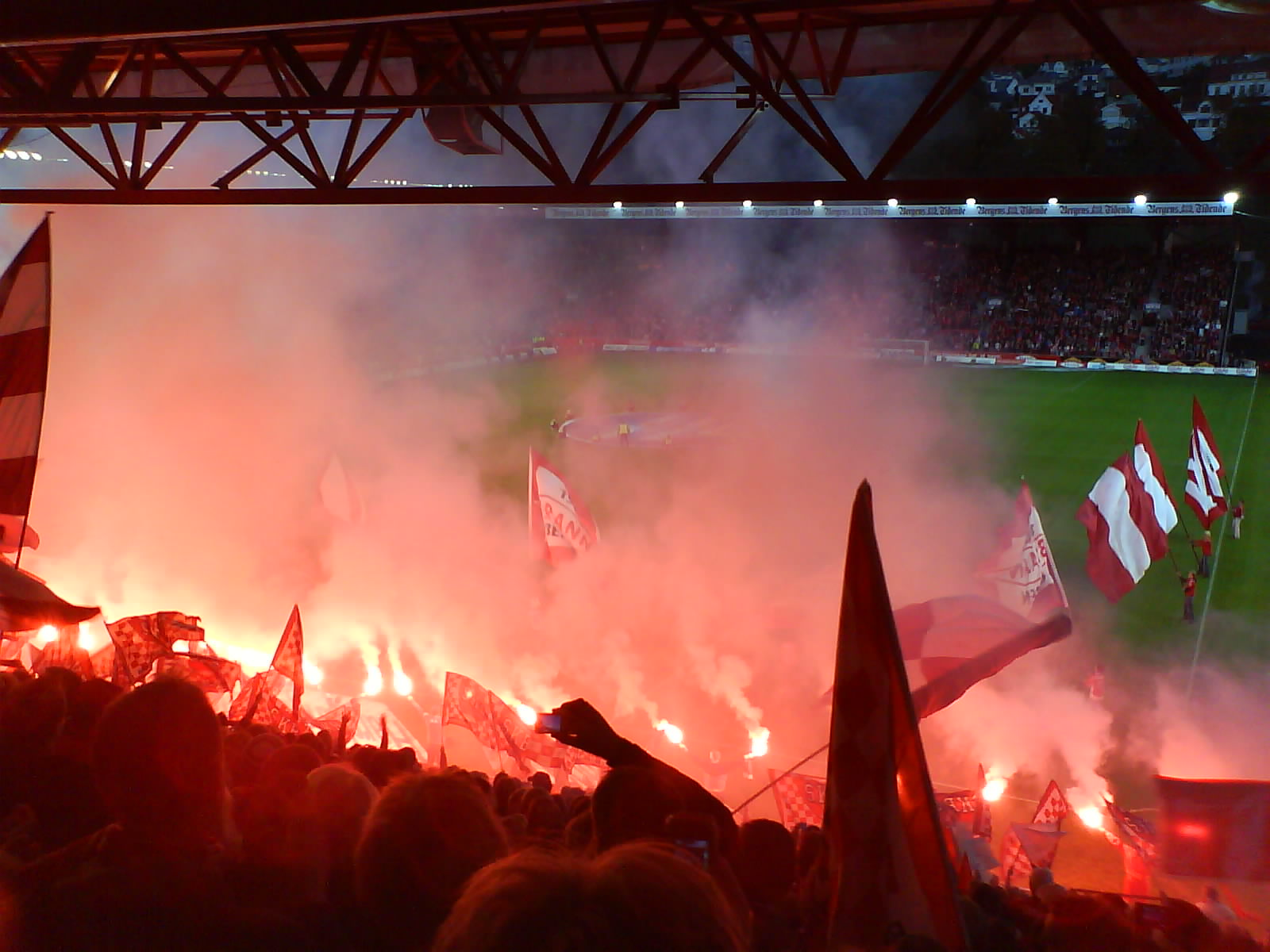
Вирішальний матч «Бранна» проти «Люна» у жовтні 2007 року.

У 2000 році новим тренером був призначений Тейтур Тордарсон, який вже у першому сезоні виграв з командою срібні медалі.
У 2006 році «Бранн» довгий час був лідером чемпіонату. Але сил команди не вистачило на весь сезон і врешті команда з Бергена стала лише другої, поступившись чемпіонством «Русенборгу». Та вже наступний сезон став «золотим» для «Бранна». Команда виграла чемпіонат, а крім цього зуміла пройти до групового етапу Кубку УЄФА.
І знову наступний після чемпіонства сезон став розчаруванням для фанатів. Команда посіла лише восьме місце в першості. Вилетіла на ранніх етапах національного Кубка. А також «Бранн» не зумів пройти кваліфікаційні етапи Ліги чемпіонів, а пізніше Ліги Європи.
По завершенні сезону тренер, який привів команду до чемпіонського титула — Монс Івар Мьєльде пішов у відставку.

### 2010-ті
У 2013 році трирічний контракт з клубом підписав шведський тренер Рікард Норлінг, який перед цим провів успішну роботу зі шведським «Мальме». Але це не врятувало «Бранн» і 2014 рік став для команди провальним. Вперше за 29 років команда вилетіла з першого дивізіону. Але вже з першої спроби «Бранн» повернувся до Елітсерії. А у 2018 році команда посіла третє місце в чемпіонаті.
У наступних сезонах «Бранн» довгий час знаходився в лідируючий групі але команді не вистачало функціональної підготовки на весь сезон і знову бергенці залишалися поза призовими місцями.

## Досягнення
Прем'єр-ліга Норвегії:
- Чемпіон (3): 1961-62, 1963, 2007
- Срібний призер (7): 1951-52, 1975, 1997, 2000, 2006, 2016, 2023

Кубок Норвегії:
- Володар (7): 1923, 1925, 1972, 1976, 1982, 2004, 2023
- Фіналіст (9): 1917, 1918, 1950, 1978, 1987, 1988, 1995, 1999, 2011

## Виступи в єврокубках
| Сезон   | Змагання               | Раунд   | Клуб                 | Вдома | На виїзді    | В сукупності |  |
| ------- | ---------------------- | ------- | -------------------- | ----- | ------------ | ------------ |  |
| 1973-74 | Кубок володарів кубків | 1Р      | Гзіра Юнайтед        | 7-0   | 2-0          | 9-0          |  |
| 1973-74 | Кубок володарів кубків | 2Р      | Гленторан            | 1-1   | 1-3          | 2-4          |  |
| 1976-77 | Кубок УЄФА             | 1Р      | КПР                  | 0-7   | 0-4          | 0-11         |  |
| 1977-78 | Кубок володарів кубків | 1Р      | Акранес              | 1-0   | 4-0          | 5-0          |  |
| 1977-78 | Кубок володарів кубків | 2Р      | Твенте               | 1-2   | 0-2          | 1-4          |  |
| 1983-84 | Кубок володарів кубків | 1Р      | Неймеген             | 0-1   | 1-1          | 1-2          |  |
| 1989-90 | Кубок володарів кубків | 1Р      | Сампдорія            | 0-2   | 0-1          | 0-3          |  |
| 1996-97 | Кубок володарів кубків | КР      | Шельбурн             | 2-1   | 3-1          | 5-2          |  |
| 1996-97 | Кубок володарів кубків | 1Р      | Серкль Брюгге        | 4-0   | 2-3          | 6-3          |  |
| 1996-97 | Кубок володарів кубків | 2Р      | ПСВ                  | 2-1   | 2-2          | 4-3          |  |
| 1996-97 | Кубок володарів кубків | 1/4     | Ліверпуль            | 1-1   | 0-3          | 1-4          |  |
| 1997-98 | Кубок УЄФА             | 1КР     | Нафтекс              | 2-1   | 2-3          | 4-4 (г)      |  |
| 1997-98 | Кубок УЄФА             | 2КР     | Грассгоппер          | 2-0   | 0-3          | 2-3          |  |
| 1998-99 | Кубок УЄФА             | 2КР     | Жальгіріс            | 1-0   | 0-0          | 1-0          |  |
| 1998-99 | Кубок УЄФА             | 1Р      | Вердер               | 2-0   | 0-4 (дод.ч.) | 2-4          |  |
| 1999    | Кубок Інтертото        | 2Р      | Вартекс              | 3-0   | 0-3          | 3-3 (4-5 п)  |  |
| 2000-01 | Кубок УЄФА             | КР      | Металургс Лієпая     | 1-0   | 1-1          | 2-1          |  |
| 2000-01 | Кубок УЄФА             | 1Р      | Базель               | 4-4   | 2-3          | 6-7          |  |
| 2001-02 | Ліга чемпіонів         | 2КР     | Левські              | 1-1   | 0-0          | 1-1 (г)      |  |
| 2002-03 | Кубок УЄФА             | КР      | Судува               | 2-3   | 2-3          | 4-6          |  |
| 2005-06 | Кубок УЄФА             | 2КР     | Алліанссі            | 0-0   | 2-0          | 2-0          |  |
| 2005-06 | Кубок УЄФА             | 1Р      | Локомотив Москва     | 1-2   | 2-3          | 3-5          |  |
| 2006-07 | Кубок УЄФА             | 1КР     | Гленторан            | 1-0   | 1-0          | 2-0          |  |
| 2006-07 | Кубок УЄФА             | 2КР     | Отвідабергс          | 3-3   | 1-1          | 4-4 (г)      |  |
| 2007-08 | Кубок УЄФА             | 1КР     | Кармартен Таун       | 6-3   | 8-0          | 14-3         |  |
| 2007-08 | Кубок УЄФА             | 2КР     | Судува               | 2-1   | 4-3          | 6-4          |  |
| 2007-08 | Кубок УЄФА             | 1Р      | Брюгге               | 0-1   | 2-1          | 2-2 (г)      |  |
| 2007-08 | Кубок УЄФА             | Група D | Гамбург              | 0-1   | ---          | Третє місце  |  |
| 2007-08 | Кубок УЄФА             | Група D | Ренн                 | ---   | 1-1          | Третє місце  |  |
| 2007-08 | Кубок УЄФА             | Група D | Динамо Загреб        | 2-1   | ---          | Третє місце  |  |
| 2007-08 | Кубок УЄФА             | Група D | Базель               | ---   | 0-1          | Третє місце  |  |
| 2007-08 | Кубок УЄФА             | 1/16    | Евертон              | 0-2   | 1-6          | 1-8          |  |
| 2008-09 | Ліга чемпіонів         | 2КР     | Вентспілс            | 1-0   | 1-2          | 2-2 (г)      |  |
| 2008-09 | Ліга чемпіонів         | 3КР     | Марсель              | 0-1   | 1-2          | 1-3          |  |
| 2008-09 | Кубок УЄФА             | 1Р      | Депортіво Ла-Корунья | 2-0   | 0-2 (дод.ч.) | 2-2 (п)      |  |
| 2017-18 | Ліга Європи            | 2КР     | Ружомберок           | 0-2   | 1-0          | 1-2          |  |
| 2019-20 | Ліга Європи            | 1КР     | Шемрок Роверс        | 2-2   | 1-2          | 3-4          |  |